# لكراوطة (مكناسة)
لكراوطة هو دُوَّار يقع بجماعة ميكس، إقليم مولاي يعقوب، جهة فاس مكناس في المملكة المغربية. ينتمي الدوّار لمشيخة مكناسة التي تضم 23 دوار. يقدر عدد سكانه بـ 412 نسمة حسب الإحصاء الرسمي للسكان والسكنى لسنة 2004.

## روابط خارجية
- البوابة الوطنية للجماعات الترابية نسخة محفوظة 12 مارس 2018 على موقع واي باك مشين.
- المندوبية السامية للتخطيط